# Victoria Loukianetz
Victoria Loukianetz, auch Viktoria Loukianetz oder Loukianets, ukrainisch Вікторія Лук'янець (* 20. November 1966 in Kiew) ist eine ukrainische Opernsängerin in der Stimmlage Sopran.

## Karriere
Loukianetz begann mit fünf Jahren eine musikalische Ausbildung und erhielt Klavierunterricht. Ihre Stimmausbildung begann sie mit vierzehn Jahren. 1989 beendete sie erfolgreich ihr Studium an der Nationalen Musikakademie der Ukraine Peter Tschaikowski. Im selben Jahr wurde sie Solistin an der Nationaloper Kiew, wo sie mit der Rolle der Marfa in der Oper Die Zarenbraut von Nikolai Rimski-Korsakow debütierte. In derselben Partie debütierte sie 1993 am Bolschoi-Theater.
1990 errang sie den ersten Preis beim Internationalen Gesangswettbewerb Min-On in Tokio und beim internationalen Mozart-Wettbewerb. 1991 gewann sie den ersten Preis beim internationalen Maria Callas-Wettbewerb in Athen. Es folgten Debüts in Italien, Frankreich, Portugal, Japan und Griechenland.
Im Juni 1993 debütierte sie als Königin der Nacht in der Mozart-Oper Die Zauberflöte an der Wiener Staatsoper, wo sie bis 2000 festes Ensemblemitglied blieb. Dort sang sie unter anderem Gilda in Rigoletto, Violetta in La Traviata, Oscar in Un ballo in maschera, Adina in Der Liebestrank, die Titelrollen in Linda di Chamounix und Lucia di Lammermoor, Elvira in I puritani, Rosina in Der Barbier von Sevilla, Ophèlie in Hamlet, Olympia in Hoffmanns Erzählungen und Musetta in La Bohème. Im Mai 1998 übernahm sie an der Wiener Staatsoper die Berthe in einer Neuproduktion von Meyerbeers Le Prophète mit Plácido Domingo und Agnes Baltsa.
1995 debütierte sie bei den Salzburger Festspielen als Violetta unter der Leitung von Riccardo Muti. Seither galt sie als eine der führenden Interpretinnen dieser Rolle, aber auch des gesamten Belcanto-Repertoires.
Victoria Loukianetz gastierte mehrfach an der Mailänder Scala. Ihr Debüt hatte sie dort im Dezember 1995 als Königin der Nacht in Die Zauberflöte. Im Mai/Juni 1996 sang sie die Woglinde in Das Rheingold im Ring-Zyklus, der im Dezember 1998 mit Götterdämmerung, in der sie wieder die Woglinde sang, seinen Abschluss fand. In der Saison September 1997/98 sang sie an der Mailänder Scala die Titelrolle in Lucia di Lammermoor.
In der Saison 1996/97 debütierte sie im Oktober 1996 an der Seite von Marcello Giordani an der Metropolitan Opera als Violetta in La Traviata.
Sie gastierte in den 1990er Jahren weiters an der Opéra Bastille (1997 als Violetta in La Traviata), am Grand Théâtre de Genève (1997 als Gilda), in Tokio (als Lucia, Violetta, Adina und Oscar), an der Bayerischen Staatsoper München (als Rosina in Il barbiere di Siviglia), an der Hamburgischen Staatsoper (als Adina) und am Staatstheater Nürnberg (1999 als Violetta in einer Gala-Vorstellung von La Traviata). 
Weitere Engagements folgten ab 2000 an der Covent Garden Opera (2000 in La Traviata, Rigoletto, Il corsaro), an der Deutschen Oper Berlin (2001 als Lucia, 2002 als Dircé in Médée, außerdem als Violetta), am Aaltotheater Essen (2002 als Zerbinetta in Ariadne auf Naxos), an der New Israeli Opera (als Violetta) und am Teatro Giuseppe Verdi in Triest (2001 in Ginevra di Scozia). 2003 gastierte sie am Theater St. Gallen als Norina in Don Pasquale. An der Opéra Royal de Wallonie in Lüttich trat sie in der Saison 2002/03 als Gilda und in der Saison 2004/05 als Donna Anna in Don Giovanni auf.
In der Saison 2006/07 sang sie die Violetta am Teatro Colón in Buenos Aires. Außerdem gastierte sie in der Spielzeit 2006/07 als Elettra in Idomeneo an der Deutschen Oper in Berlin und in der Spielzeit 2007/08 als Marie in der Wiederaufnahme von Bernd Alois Zimmermanns Oper Die Soldaten im New National Theatre Tokio. In der Spielzeit 2008/09 gastierte sie mit der Violetta auch an der Königlichen Oper in Kopenhagen.
Die Stimme von Victoria Loukianetz ist auch auf mehreren CDs (Mozarts C-Moll-Messe und Haydns Nelson-Messe, in Josef Myslivečeks Oratorium Abramo ed Isacco, Russische Opernarien) sowie auf DVD (Der Liebestrank in Tokio) dokumentiert.